# Aparasphenodon arapapa
Nyctimantis arapapa é uma espécie de anfíbio da família Hylidae. Endêmico do Brasil, pode ser encontrado entre os rios Paraguaçu e de Contas no estado da Bahia e também na região de Ilhéus, sempre em bromélias.
Anteriormente conhecida como Aparasphenodon arapapa, em 2021 mudou de gênero com base em um estudo filogenético, sendo agora nomeada Nyctimantis arapapa.